# Nuria Gago
Nuria Gago Roca (Barcelona, 10 de marzo de 1980) es una escritora y actriz española de cine y televisión.

## Biografía
Nacida en Barcelona, pasa su juventud en Moncada y Reixach, localidad donde vive gran parte de su familia. Núria cursó sus estudios primarios en el colegio La Salle de Moncada y Reixach. Era una estudiante modelo y siempre quiso ser actriz.
Se dio a conocer en la serie catalana de TV3 El cor de la ciutat, donde interpretó a Rut entre los años 2000 y 2003. Tiempo antes había participado en un grupo de teatro amateur en Moncada y Reixach, Dèria Teatre, dedicado al teatro de calle, teatro clásico, etc.
En 2003 dio su paso a la gran pantalla con Noviembre del director madrileño Achero Mañas. Al año siguiente fue seleccionada para interpretar el papel de Fany en la película Héctor, de la directora Gracia Querejeta. Dicha interpretación le valió la nominación a los Goya a la mejor actriz revelación.
Desde 2004 formó parte del reparto recurrente de la serie Mis adorables vecinos, de Antena 3, donde interpretó a Laura Sandoval hasta la temporada final de la serie en 2006. Tras participar en series de éxito como Hospital Central de manera capitular, en tv-movies como Serrallonga, y películas como Tu vida en 65' y Ciudad en celo; en 2008, Gago volvió a la televisión para integrar el reparto de la serie médica MIR, emitida en Telecinco durante dos temporadas. Al mismo tiempo, también se incorporó al elenco de la segunda temporada de la serie Herederos de Televisión Española.
En 2011 volvió a la casa que la vio nacer para protagonizar la serie de TV3 Kubala, Moreno i Manchón, junto a Marc Cartes y Jordi Martínez. Gago interpretó a Helena Manchón, una criminóloga recién graduada que empieza a trabajar en el despacho de detectives privados "Solé y Moreno", durante las tres temporadas que estuvo en emisión. También ese año estrenó las películas Primos, de Daniel Sánchez Arévalo y No tengas miedo de Montxo Armendáriz.
En 2014 se incorporó al elenco de la segunda temporada del serial de sobremesa de Antena 3 Amar es para siempre, interpretando a Clara.  A pesar del anuncio de que su personaje abandonaría la serie en la tercera temporada, finalmente, tanto ella como el personaje de Álex Barahona, participan en la cuarta temporada de la serie hasta abandonarla, finalmente, en septiembre de 2016. En 2015 tiene un papel secundario en la ópera prima de la directora Leticia Dolera Requisitos para ser una persona normal. También forma parte del reparto coral de Incidencias, comedia dirigida por José Corbacho y Juan Cruz.
En 2015 publicó su primera novela, Cuando volvamos a casa, en una editorial del Grupo Planeta.
En primavera de 2016 se incorporó a la segunda temporada de la serie Citas, emitida en la televisión autonómica catalana. Gago interpretó a Olga en tres de los capítulos de la serie y compartió escenas con Alfonso Bassave y Julio Manrique. En 2018 obtiene el Premio Azorín de novela, otorgado por la editorial Planeta, con la obra "Quiéreme siempre", diálogo entre dos mujeres y un canto de amor a la vejez.

## Filmografía

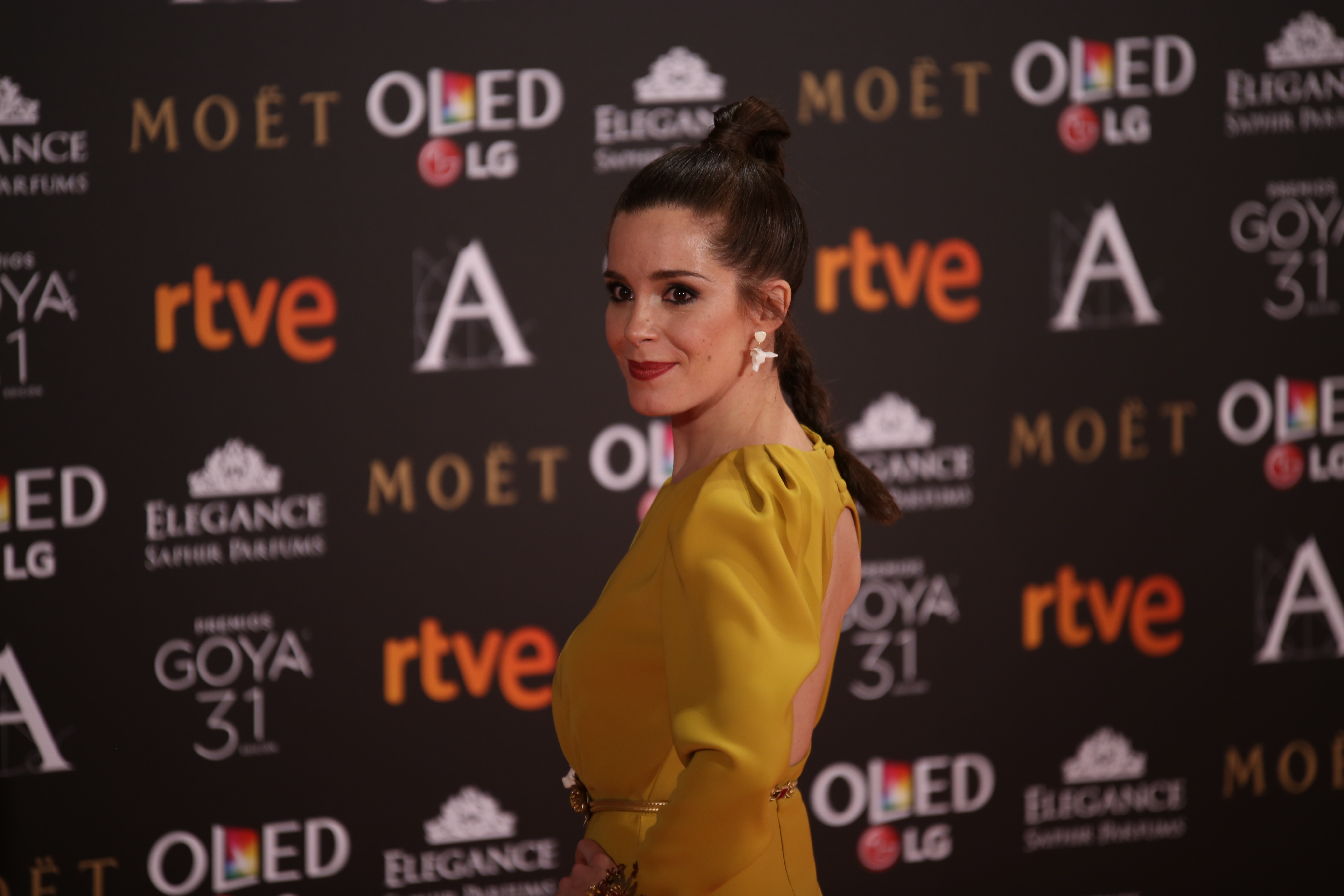
Nuria Gago en los Premios Goya de 2017

### Televisión
| Año         | Serie                                 | Personaje                 | Cadena                      | Notas                                   |
| 2001 - 2003 | El cor de la ciutat                   | Rut                       | TV3                         |                                         |
| 2002        | Mirall trencat                        | Criada                    | TV3                         | 1 episodio                              |
| 2004 - 2006 | Mis adorables vecinos                 | Laura Sandoval            | Antena 3                    | 62 episodios                            |
| 2005        | Más que hermanos                      | Lola                      | TV3, Canal Sur y TVG        | TV Movie. Dir. Ramón Costafreda         |
| 2007 - 2008 | MIR                                   | Gloria Calatayud          | Telecinco                   | 26 episodios                            |
| 2008        | Hospital Central                      | Gloria Calatayud          | Telecinco                   | 1 episodio: Los restos del naufragio    |
| 2008        | Serrallonga, la llegenda del bandoler | Joana Massissa            | TV3 y La 1                  | Miniserie, 2 episodios                  |
| 2008 - 2009 | Herederos                             | Lorena                    | La 1                        | 10 episodios                            |
| 2010        | Ojo por ojo                           | Eulalia Torrents          | TV3 y La 1                  | Miniserie, 2 episodios                  |
| 2012        | Toledo, cruce de destinos             | Cristina                  | Antena 3                    | 1 episodio: Traición                    |
| 2012 - 2014 | Kubala, Moreno i Manchón              | Helena Manchón i Vendrell | TV3                         | 39 episodios                            |
| 2014 - 2016 | Amar es para siempre                  | Clara Gómez Cortina       | Antena 3                    | 370 episodios                           |
| 2016        | Cites                                 | Olga Ballart              | TV3                         | 3 episodios                             |
| 2019        | Mira lo que has hecho                 | Begoña                    | Movistar+                   | 3 episodios                             |
| 2019        | La dama del cuadro                    | Àngels                    | TV3, Canal Sur, TVG y ETB-2 | TV Movie. Dir. Juan Miguel del Castillo |
| 2019 - 2021 | Com si fos ahir                       | Xesca                     | TV3                         |                                         |
| 2020        | En casa                               | Nuria                     | HBO España                  | 1 episodio: Mi jaula                    |
| 2024        | La caja de arena                      |                           | Atresplayer Premium         | 6 episodios                             |

### Largometrajes
- Noviembre, como Helena. Dir. Achero Mañas (2003)
- Héctor, como Fany. Dir. Gracia Querejeta (2004)
- Tu vida en 65', como Carmen. Dir. María Ripoll (2006)
- Faltas leves, como Aitana. Dir. Manuel Valls y Jaume Bayarri (2006)
- Ciudad en celo, como Inés. Dir. Hernán Gafet (2006)
- Una mujer invisible, como Marina. Dir. Gerardo Herrero (2007)
- Proyecto dos, como Emilia. Dir. Guillermo Groizard (2008)
- Primos, como Yolanda. Dir. Daniel Sánchez Arévalo (2011)
- No tengas miedo, como Maite. Dir. Montxo Armendáriz (2011)
- Family tour, como Liliana "Lili" Torres. Dir. Liliana Torres (2011)
- Requisitos para ser una persona normal, como Noelia. Dir. Leticia Dolera (2015)
- Incidencias, como Sara. Dir. José Corbacho y Juan Cruz (2016)
- Verónica. Dir. Paco Plaza (2017)
- Gente que viene y bah, como Chavela. Dir. Patricia Font (2019)
- 7 razones para huir. Dir. Gerard Quinto, Esteve Soler	y David Torras (2019)

### Cortometrajes
- En nombre de Dios, reparto. Dir. Roberto Castón (2001)
- ¿Lo quieres saber?, como Sol. Dir. Pedro Moreno del Oso (2009)
- Dímelo a la cara, como Sofía. Dir. Eder García (2010)
- Té y fantasmas, reparto. Dir. Sintu Amat (2011)
- Adentro, reparto. Dir. Pau Camarassa (2011)
- Alba, como Ana. Dir. Isak Férriz (2012)
- 3x2, como Nuria. Dir. Leticia Dolera (2016)
- Marcianos de Marte, como Laura. Dir. Fernando Trullols (2016)
- Destino, como Marta. Dir. Marta Juanola (2017)
- Miss Wamba, como Susana. Dir. Estefanía Cortés (2017)
- Divorcio, como Nuria. Dir. Bárbara Santa-Cruz (2018)

### Teatro
- Peter Pan, de la compañía Catacrac Teatre
- Espectáculo sobre textos de Bertolt Brecht. Dir. David Plana
- LorcaLorca, de la compañía Dèria Teatre
- Fragmentos de la víscera exquisita. Varios directores
- Pericles, de William Shakespeare. Dir. Ferrán Audí

### Publicidad
- Dentix, seguro dental. Publicidad incluida en los intermedios de emisión de Amar es para siempre en Antena 3 (2015)

## Libros
- Cuando volvamos a casa, Editorial Planeta (2015)
- Quiéreme siempre, Editorial Planeta, (Premio Azorín, 2018)[18]

## Premios y nominaciones
- Nominada a Mejor Actriz Revelación en los XIX Premios Goya por su papel de Fany en Héctor (2004)
- Nominada a Mejor Actriz Secundaria en los Premios de la Unión de Actores por su papel de Fany en Héctor (2004)
- Nominada a los premios C.E.C. por su papel de Fany en Héctor (2004)